# Zhejiang Lions
Les Zhejiang Lions ou Zhejiang Guangsha Lions sont une équipe de basket-ball professionnelle basée à Hangzhou, dans le Zhejiang, qui joue dans la division nord du championnat de basket-ball de Chine. Guangsha est le nom du sponsor corporatif du club, mais pour éviter toute confusion avec les Zhejiang Golden Bulls, de nombreux sites Web chinois appellent l'équipe les Guangsha Lions. Il s'agit d'éviter le problème d'avoir deux clubs de Zhejiang sur la même liste lorsque les noms des équipes sont affichés en abrégé, Guangsha devenant la désignation « géographique » car Hangzhou ne semble pas être une option.

## Entraîneurs
- 2006-2007 :  Johnny Neumann